# フェルディナント (ブラウンシュヴァイク＝ヴォルフェンビュッテル侯子)

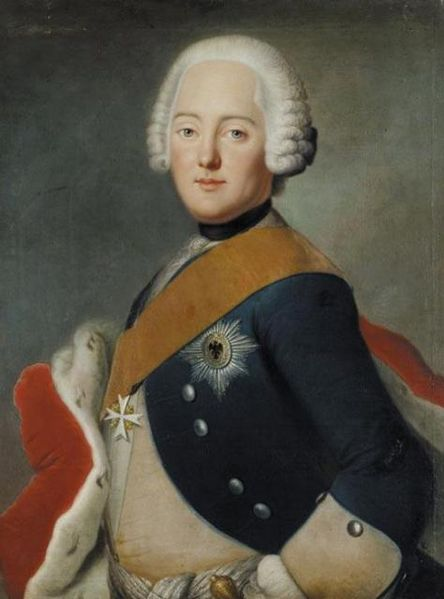
フェルディナント・フォン・ブラウンシュヴァイク。連隊長を務めたプロイセン軍フュズィリーア連隊の士官用の制服を纏い、黒鷲勲章の星章と聖ヨハネ勲章の大十字章をあしらう綬を身に着けた姿で描かれている。アントワーヌ・ペーヌの油彩画。1741年頃の作品。

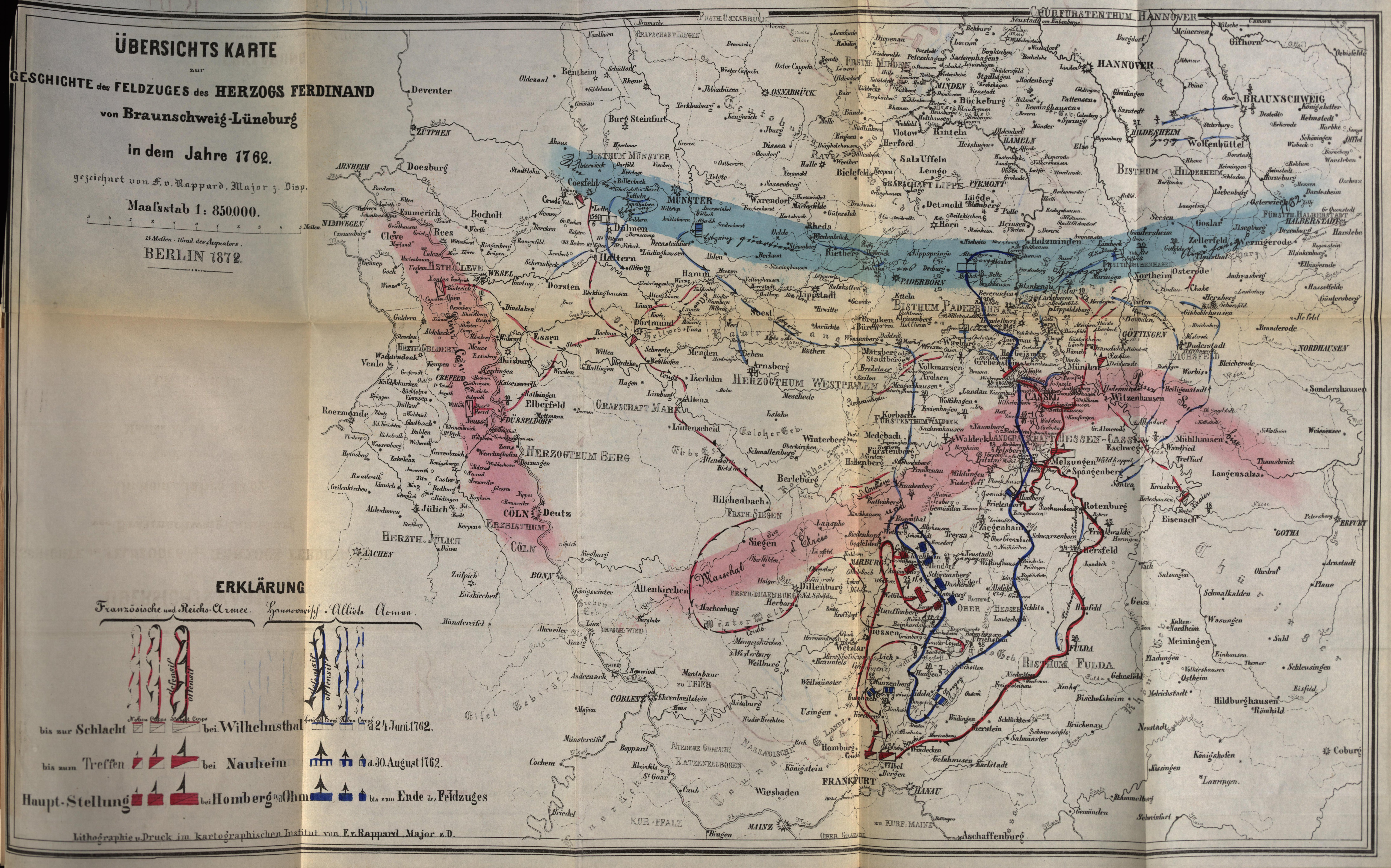
『ブラウンシュヴァイク＝リューネブルク公フェルディナントの歴史』所収の1762年戦役の概略図。

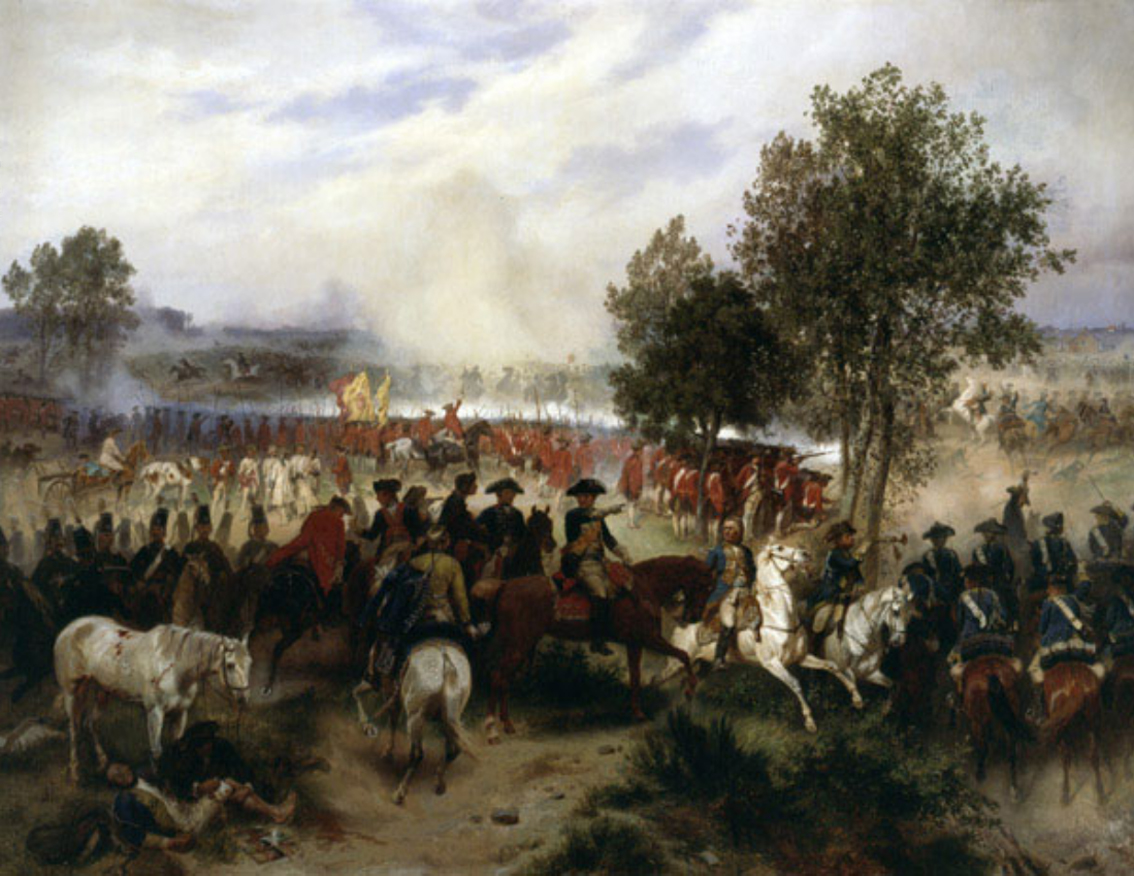
クレーフェルトの戦いにおけるブラウンシュヴァイク公フェルディナント。エミール・ヒュンテンの絵画。

フェルディナント・フォン・ブラウンシュヴァイク＝ヴォルフェンビュッテル（ドイツ語: Ferdinand von Braunschweig-Wolfenbüttel、1721年1月12日、ブラウンシュヴァイク - 1792年7月3日、フェッヒェルデ）は、ブラウンシュヴァイク＝ベーヴェルン家の公子である。1735年以降はブラウンシュヴァイク＝ヴォルフェンビュッテル侯領の侯子となった。彼はブラウンシュヴァイク＝リューネブルク公の一人であり、そのように名乗っている。また元帥としてプロイセン、ハノーファー選帝侯領とイギリスに仕えた。

## 生涯
フェルディナントはベーヴェルン公フェルディナント・アルブレヒト2世の四男として生まれた。1740年に大佐に就任すると、部分的にブラウンシュヴァイク＝ヴォルフェンビュッテル侯領の「ゾンマーラッテ」連隊の部隊から構成されていたフュズィリーア連隊（後の第39フュズィリーア連隊）の連隊長になり、指揮下の連隊がまだ完全には装備を整えていなかったため1741年、志願して第一次シュレーズィエン戦争に参加した。そして義兄であるプロイセン国王フリードリヒ2世と轡を並べ、モルヴィッツとコトゥズィッツで戦う。講和が結ばれた後、彼は国王の側近となり、歩兵少将に昇進した。
第二次シュレーズィエン戦争が勃発すると、指揮下の連隊とともにアンハルト＝デッサウ侯レオポルト1世に従い、ボヘミアへ赴いた。同地から戻ると近衛連隊（後の第15歩兵連隊）第1大隊の指揮官に就任し、1745年には国王の軍とともにシュレーズィエンへ向かう。6月4日のホーエンフリートベルクの戦いでは旅団を率いてトーマスヴァルデ村を占領し、9月30日のゾーアの戦いでは負傷しながらも敵軍に占領された高地を攻略している。弟のアルブレヒトはこの時、戦死した。
フェルディナントを格別に寵愛したフリードリヒ2世は、彼をポツダムの駐屯地に転任させ、査察旅行に伴った。1750年には中将に昇進し、ラウズィッツのパイツ要塞総督に任じられると1755年、同職に就いたままマクデブルクに配され、ボーニン歩兵連隊（1806年に「第5歩兵連隊」と改称）の連隊長となる。
1756年8月、七年戦争が勃発すると3個の軍団に分かれてザクセンへ進攻するプロイセン軍の一つを率いてライプツィヒを占領し、9月13日にはボヘミアへ出発して10月1日にロボズィッツの戦いに参加し、そこで右翼集団の指揮を執った。1757年4月のボヘミア進攻に際しては前衛部隊を率いて5月6日のプラハの戦いにおける勝利に大いに貢献し、後にアンハルト＝デッサウ侯子モーリッツに代わってプラハの攻囲戦を指揮している。ロスバッハの戦いで右翼集団を率いた後、11月にクローステル・ツェーフェン協定が無効になるとイギリス国王ジョージ2世の依頼を受けてプロイセン軍を離れた。そして歩兵大将に昇進し、ドイツ西方における連合軍の上級指揮権を託される。彼はそれまでの経緯から沈み込んでいた兵の士気を、遥かに優勢であったフランス軍にほぼ常に勝利することで向上させた。
1757年12月にはリシュリュー公爵元帥をツェレに押し戻し、1758年の初めにはその後を引き継いでいたクレルモン伯をライン川左岸へ後退させた末、同年6月23日にクレーフェルトの戦いで打ち破る。1759年4月13日にはベルゲンで敗れるが、8月1日にフランスの元帥、コンタード侯とミンデンで戦い、決定的な勝利を収めた。フェルディナントはなおヴァールブルクの戦いを制するが、1760年に指揮下の前衛部隊がコルバッハの戦いで敗れた後、フランス軍によるヘッセンの再占領を阻めなかった。それでも翌年の7月16日、フランス軍をフィリングハウゼンで破り、その行動を封じ込める。
続いて6月24日、ヴィルヘルムスタールの襲撃をもって1762年の戦役を開始すると9月15日、ブリュックの水車における戦いを経て11月15日、同地で休戦協定を結んだ。
第5歩兵連隊の連隊長を引き続き務めつつ、元帥に昇進したフェルディナントはマクデブルクへ総督として帰還する。その後、癇性な性格となっていた国王フリードリヒ2世との関係が緊張したことが契機となって1766年に退役し、以降はブラウンシュヴァイクやフェッヒェルデの離宮で暮らすようになった。そこでフェルディナント公は、数々の学者や芸術家を惜しみなく援助している。1789年には、聖ヨハネ騎士団ブランデンブルク大管区に属するゴルガスト管区の管区長に就任した。
すでに1784年から病気勝ちになっていたフェルディナントは1792年、肺炎によりフェッヒェルデで没した。そして、ひとまずフェッヒェルデ城の庭園に埋葬される。生きたまま埋葬されることを心配していた彼は、棺に窓、空気孔と鍵を設け、万が一の場合は内側から開けられるようにした。棺の頭の方には、下記の文章を彫り付けた銘板を取り付けさせている。
後にフェルディナントの棺はブラウンシュヴァイクの聖ブラシウス大聖堂の納骨堂に移された。
彼は1768年からゲッティンゲンの王立学問協会の名誉会員であり、1780年以降は同名誉総裁であった。

## フリーメイソン
ブラウンシュヴァイク公フェルディナントは1740年、義兄のフリードリヒ2世によってフリーメイソンのロッジに迎えられている。ブラウンシュヴァイク＝リューネブルク公領においては1770年以降、イギリスのプロヴィンシャル・グランド・マスターであり、翌年にシュトリクテ・オプザーヴァンツへ加入している。彼は1772年、コーロの評議会でスコットランドにおける全てのロッジのグランド・マスターに就任した。そして1782年7月16日から9月1日まで続くヴィルヘルムスバートのフリーメイソン評議会を招集するが、これは最終的にシュトリクテ・オプザーヴァンツの解散に繋がる。また1783年にはヘッセン＝カッセル方伯カールと同じくイルミナティの一員となり、1786年以降はアジア兄弟団の最高位のグランド・マスターであった。

## 文献
- ハンス・ブレックヴェン（ドイツ語版）: Die friderizianischen Uniformen 1753-1786. Band II: Infanterie II. Dortmund 1984; ISBN 3-88379-444-9.
- Joachim Engelmann, Günter Dorn: Friedrich der Große und seine Generale, Friedberg 1988.
- E. von dem Knesebeck: Ferdinand, Herzog von Braunschweig und Lüneburg, während des Siebenjährigen Kriegs, Hannover 1857/1858, 2 Bde. (Digitalisat: 第1巻, 第2巻)
- リッペ＝ヴァイセンフェルト伯エルンスト（ドイツ語版）:ドイツ一般人名事典（英語版）、Ferdinand, Herzog zu Braunschweig und Lüneburg、 Band 6, Duncker & Humblot, Leipzig 1877, P. 682–690.
- ヤーコプ・モーヴィヨン（英語版）: Geschichte Ferdinands Herzogs von Braunschweig-Lüneburg, Leipzig 1794, 2 Bd. - 1796年版第1巻No. 44所収の一般文芸新聞（ドイツ語版）校訂版（オンライン版）を参照。
- Walther Mediger:新ドイツ人名事典（英語版）、Ferdinand, Herzog von Braunschweig-Lüneburg、Band 5, Duncker & Humblot, Berlin 1961, ISBN 3-428-00186-9, P. 87 f.
- Walther Mediger, Thomas Klingebiel: Herzog Ferdinand von Braunschweig-Lüneburg und die alliierte Armee im Siebenjährigen Krieg (1757–1762). Hannover 2011
- Christoph von Schaper: Vie militaire du maréchal prince Ferdinand. Magdeburg u. Nürnberg 1796/1798, 2 Bde. (Digitalisat: Band 1, Band 2)
- Hermann Tiemann: Der Gutsherr von Vechelde - Ein Lebensbild aus der Zeit des siebenjährigen Krieges, Verlag Graff, Braunschweig 1911
- フィリップ・フォン・ヴェストファーレン（ドイツ語版）: Geschichte der Feldzüge Herzog Ferdinands von Braunschweig-Lüneburg（フェルディナント・フォン・ヴェストファーレン出版）. 6 Bände. Berlin 1859–1872 (Digitalisat: 第1巻、 第2巻、 第3巻、 第4巻、 第5巻、 第6巻)